# Janez Spindler
Janez Spindler, slovenski zdravnik, fiziolog, biofizik, biokemik * 1925, † 2000.
Kot nečak Angele Vode ni smel študirati medicine, zato je leta 1952 prebegnil v Avstrijo in tam dobil politični azil. Preselil se je v Kanado in nato v ZDA, kjer je postal strokovnjak na področju medicine športa.